# Clifton Smith
(en) Statistiques sur pro-football-reference
(en) Statistiques sur statscrew
Clifton Smith Jr (né le 4 juillet 1985 à Fresno) est un joueur américain de football américain. Il joue actuellement avec les Stampeders de Calgary.

## Carrière

### Université
Smith étudie à l'université de Fresno où il joue dans l'équipe de football américain des Bulldogs.

### Professionnel
Clifton Smith n'est sélectionné par aucune équipe lors du draft de la NFL de 2008. Le 5 mais 2008, il signe comme agent libre non drafté avec les Buccaneers de Tampa Bay. Le 30 août 2008, après la pré-saison, il est libéré mais signe le lendemain dans l'équipe d'entraînement. Le 25 octobre, il est promu en équipe active. Lors de la neuvième journée, il retourne un coup d'envoi en touchdown de quatre-vingt-dix-sept yards contre les Chiefs de Kansas City. Contre les Lions de Détroit, à la douzième journée, il retourne un punt (ou dégagement) en touchdown de soixante-dix yards. Le 16 décembre, il est nommé pour le Pro Bowl au poste de return specialist (ou spécialiste des retours) pour la National Football Conference.
Le 18 octobre 2009, il subit une commotion cérebrale après un mauvais geste du cornerback des Panthers de la Caroline Dante Wesley lors d'un retour de punt pour empêcher Smith de continuer son action. Wesley sera exclu du match. Le 8 décembre 2009, il est placé sur la liste des blessés jusqu'à la fin de la saison à cause d'une nouvelle commotion. Le 4 mais 2010, il signe un nouveau contrat avec Tampa Bay mais le 5 septembre, il est libéré après l'arrivée de Kregg Lumpkin.
Le 7 septembre 2010, il signe avec les Dolphins de Miami et joue deux matchs avant d'être libéré le 21 septembre. Le 16 novembre, il s'engage avec les Browns de Cleveland où là aussi il ne joue que deux matchs.
Il tente sa chance en United Football League, en signant le 7 juin 2011 avec les Destroyers de Virginie avec qui il remporte le championnat.

## Palmarès
- Sélection au Pro Bowl en 2008
- Équipe All-Pro 2008
- Champion UFL 2011